# گیوم بوتیلر
گیوم بوتیلر (انگلیسی: Guillaume Bouteiller; ۲۸ اکتبر ۱۷۸۷ – ۱۱ نوامبر ۱۸۶۰) آهنگساز و رهبر ارکستر اهل فرانسه بود. بوتیلر در زمینه های موسیقی مدرن و معاصر و همچنین اکسپرسیونیسم هم شهرت دارد. 
وی همچنین برندهٔ جوایزی همچون لژیون دونور (شوالیه) و جایزه بزرگ رم شده‌است.